# راک‌استار ونکوور
راک‌استار ونکوور آی‌ان‌سی (به انگلیسی: Rockstar Vancouver Inc) با نام پیشین بارکینگ داگ استودیوز ال‌تی‌دی (به انگلیسی: Barking Dog Studios Ltd) یکی از توسعه‌دهنده‌های بازی ویدئویی در ونکوور بود و یکی از استودیوهای راک‌استار گیمز به‌شمار می‌رفت. این استودیو در ابتدا در مه ۱۹۹۸ با نام بارکینگ داگ استودیوز توسط ۶ تا از کارکنان سابق رادیکال انترتینمنت تاسیس شد. این استودیو کار خود را با توسعه بتای ۵ کانتر استرایک که در دسامبر ۱۹۹۹ منتشر شد شروع کرد. پروژه‌های بعدی استودیو شامل خانه‌جهانی: طوفان (۲۰۰۰) که یک بسته‌الحاقی مستقل برای بازی خانه‌جهانی بود، عملیات جهانی (۲۰۰۲) که یک بازی تیراندازی اول شخص بود، سیاره گنج: نبرد در ستاره (۲۰۰۲)، که یک بازی استراتژی هم‌زمان بود را شامل می‌شود.
در سال ۲۰۰۲، بارکینگ داگ استودیوز توسط تیک-تو اینتراکتیو خریداری شد و به یکی از استودیوهای زیرمجموعه راک‌استار گیمز با نام راک‌استار ونکوور تبدیل شد. بعد از تبدیل به راک‌استار ونکوور بر روی بازی بولی (۲۰۰۶) و در ادامه کار رهبری توسعه استودیوهای راک‌استار را در ساخت مکس پین ۳ به عهده گرفتند، هر دو بازی توسط منتقدان تحسین شدند. با عرضه مکس پین ۳ در ۹ ژوئیه ۲۰۱۲، راک‌استار ونکوور به علت ادغام با راک‌استار تورنتو، استودیو خواهر راک‌استار ونکوور، به علت دریافت دفتر کاری جدید و بزرگتر تعطیل شد و تمامی ۳۵ کارمند آن توانایی انتقال به راک‌استار تورنتو یا بقیه استودیوهای راک‌استار داشتند.

## بازی‌ها

### به‌عنوان بارکینگ داگ استودیوز
| سال  | عنوان                    | پلتفرم(ها)                                 | ناشر(ها)                        | یادداشت‌ها                                          |
| ---- | ------------------------ | ------------------------------------------ | ------------------------------- | -------------------------------------------------- |
| ۲۰۰۰ | خانه‌جهانی: طوفان         | مایکروسافت ویندوز                          | سییرا انترتینمنت                | —                                                  |
| ۲۰۰۰ | کانتر استرایک            | لینوکس، مک‌اواس، مایکروسافت ویندوز، اکس‌باکس | سییرا انترتینمنت                | بخش بزرگی از آپدیت بتای ۵ را توسعه‌داده است. (۱۹۹۹) |
| ۲۰۰۲ | عملیات جهانی             | مایکروسافت ویندوز                          | کریو انترتینمنت، الکترونیک آرتس | —                                                  |
| ۲۰۰۲ | سیاره گنج: نبرد در ستاره | مایکروسافت ویندوز                          | دیزنی اینتراکتیو                | —                                                  |

### به عنوان راک‌استار ونکوور
| سال  | عنوان     | پلتفرم(ها)                                                        | ناشر(ها)      | یادداشت(ها)                             |
| ---- | --------- | ----------------------------------------------------------------- | ------------- | --------------------------------------- |
| ۲۰۰۶ | بولی      | اندروید، آی‌اواس، مایکروسافت ویندوز، پلی‌استیشن ۲، وی، ایکس‌باکس ۳۶۰ | راک‌استار گیمز | —                                       |
| ۲۰۱۲ | مکس پین ۳ | مک‌اواس، مایکروسافت ویندوز، پلی‌استیشن ۳،ایکس‌باکس ۳۶۰               | راک‌استار گیمز | توسعه‌دهنده به عنوان استودیوهای راک‌استار |